# パンダ外交
パンダ外交（パンダがいこう、中: 熊猫外交、英: Panda diplomacy）とは、所謂「動物外交」の一種であり、外交の手段としてジャイアントパンダを中華人民共和国から他国へ送る行為を指す。用語としては冷戦中に一般的になった。

## 冷戦期の外交

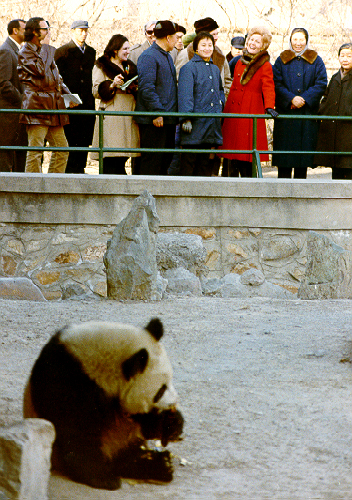
北京動物園でパンダを見るアメリカ合衆国のファーストレディー、パット・ニクソン。1972年2月。

中華人民共和国は1950年代からパンダ外交をより顕著に用い始め、21世紀に入っても続けている。1957年から1983年にかけて、24頭のパンダがソビエト連邦や朝鮮民主主義人民共和国、アメリカ合衆国、イギリスを含む9つの国に友好の印として送られた。
1972年のニクソン大統領の中国訪問の際に、毛沢東は2頭のパンダをアメリカの動物園へと送ることを約束した。その返礼として、ニクソン大統領はジャコウウシを中国に贈った。このやり取りは、当時友好が深まりつつあった米中関係を象徴する出来事であった。
1972年4月、パンダのリンリンとシンシンがアメリカ到着に際し、当時のファーストレディーであったパット・ニクソンが公式イベントでパンダを出迎え、ワシントン国立動物園に寄贈した。アメリカ国内だけでも初日には2万人以上が、初年度にはおよそ1100万人がパンダの見物に訪れた。これらパンダの人気は凄まじく、この贈り物は外交的に大きな成功とされ、中国がアメリカとの国交正常化を熱望している証拠でもあった。
また同年9月には、日中国交正常化を記念して、カンカンとランランが日本へ寄贈された。このつがいは日本の上野動物園で飼育されることとなり、こちらも大勢の見物客が来園した。
さらに、イギリスのエドワード・ヒース首相が1974年の訪中の際にパンダを求めたことから、数週間後に雄パンダのチアチア（中:佳佳）と雌パンダのチンチン（中:晶晶）がロンドン動物園に贈られた。イギリスに贈られたパンダと、それらに関する一連のできごとは、世界自然保護基金のロゴのデザインに影響を与えたとされる。

## 貸与政策
1984年、当時中国の最高指導者であった鄧小平は、同年の1984年ロサンゼルスオリンピック開催中にロサンゼルス市へとパンダ2頭が一頭当たり月額5万ドルで貸し出したことを皮切りに、パンダの贈与ではなく、貸与とする方針に切り替えた。この慣習は1991年に長期貸与に改められた。これは、中国が他国にパンダを提供する場合、10年単位の貸し出しのみとするものだった。標準的な貸し出し条件には、年間100万ドル以下の手数料と、貸し出し期間中に生まれたパンダは中華人民共和国の所有物とするという条項が含まれている。1998年以降、世界自然保護基金の訴訟により、合衆国魚類野生生物局は、中国が貸付金の半分以上を野生のパンダとその生息地の保護活動に充てることを保証できる場合に限って米国の動物園によるパンダの輸入を許可している。2007年のパンダ2頭の香港への寄贈は、表向きはこの融資モデルの例外とされるが、パンダ外交のうちには入らないとも言えるだろう。
2008年の四川大地震が同省のジャイアントパンダ保護施設に甚大な被害を及ぼしたことで、60頭のパンダが新たな施設を必要とした。中国と好調な貿易関係を築いていた関係国や、ウランを輸出していたオーストラリアのように、中国にとっての必需資源を提供していた国などからの支援を中心に、新しい施設が建てられた。

## 国際的な承認
中国を取り巻く諸外国は、パンダを中華人民共和国との関係を象徴する外交的なシンボルとして重要視している。2008年5月の、胡錦濤党総書記（国家主席）が日本を訪れている際に、中国政府は2頭のパンダを日本へ貸し付けることについての公式発表を行った。胡総書記は福田康夫首相との会談の席で「ジャイアントパンダは日本人にとても人気があり、また日中友好のシンボルでもある」と述べた。パンダに対する扱いも、外交政策と連動している。例えば、1964年、パンダのロンドン動物園からソビエト連邦のモスクワへと移送するする案は、イギリス外務省に中ソ関係悪化の懸念を抱かせていた。2006年1月には、四川省を訪問していたアメリカのロバート・ゼーリック国務副長官は生後5ヶ月のパンダを抱きしめる写真を撮影された。この写真は中国メディアによって大々的に取り上げられ、ゼーリックが米中関係の改善を支持していることの表れであると解釈された。
2014年4月16日、中国政府は中馬国交樹立40周年を祝賀し、パンダのフーワ（中: 福娃）とフェンイー（中: 凤仪）をマレーシアに贈呈することを決定したが、マレーシア航空370便墜落事故を受けて、これは延期された。同年5月21日、パンダ2頭はクアラルンプール国際空港に到着し、マレーシア国立動物園に納められた。
2018年、フィンランドは「一つの中国」政策への支持を表明し、2匹のジャイアントパンダの世話をすることに合意した。 
2017年、中尼外交樹立60周年記念の一環として、パンダのカイタオ（中: 彩陶）とフーチュン（中: 湖春）の2頭がインドネシアに贈られた。2頭はジャカルタに到着し、ボゴールにあるタマン・サファリに置かれた。 

## パンダの健康への懸念
2003年、中国はタイ王国のため、チュアンチュアンとリンフイの2頭へチェンマイ動物園に贈った。チュアンチュアンは2007年に肥満のためダイエットを行い、2019年9月に心不全で死んだ。世論はこの悲劇を中国のパンダ外交のせいにし始め、多くの人が動物を海外や固有の生息地の外に送ることは彼らの健康に有害であり、彼らの個体数減少をさらに悪化させると主張した。

## 維持と費用
パンダの飼育にあたっては、中国へと支払われる「借料」に加え、飼料となる竹や飼育員、ならびにパンダの住まいなど様々な面において莫大なコストがかかる。アメリカのパンダ保護基金会長を務めるレベッカ・スナイダーは、地元政府といった公的機関から出る資金は限られているため、動物園自らが個人や企業から調達する必要があると日本のメディア「朝日新聞」の取材に対して答えている。
パンダは一般的に生の竹のみを、日に40キログラム消費する。
2011年の報告によれば、エディンバラ動物園は2頭のパンダのエサ代として、年に7万ポンド（日本円で1080万円程度）費やしていた。この出費のため、エディンバラ動物園は募金の協力を呼びかけるとともに、近隣の園芸家に対して新たに竹の栽培を求めた。新型コロナウイルス感染症が拡大するなか、竹の供給は経費検討のコストを上乗せさせた。たとえばカナダのカルガリー動物園の場合、新型コロナウイルス感染症によって十分な量の新鮮な竹を安定的に入手することが困難なため、パンダ2頭を予定より前倒しして中国に返還し、同地でパンダを出産させることにした。
2019年、コペンハーゲン動物園は中国から15年の契約で年100万ドルで2頭のパンダを借り、新しくパンダ舎を開設した。個人から資金提供を受けたものではあるものの、パンダ舎自体に1億6000万クローネ(2400万米ドル)が投じられた。

## 台湾への提供
2005年、中華民国の野党である、中国国民党の連戦主席が中国本土を訪れた。その際、連主席と中国共産党とのあいだに行われた会談の一環として、2頭のパンダが台湾の人々への贈り物として差し出された。この2頭は後日、團團（トゥアントゥアン）と圓圓（ユアンユアン）と名付けられた。

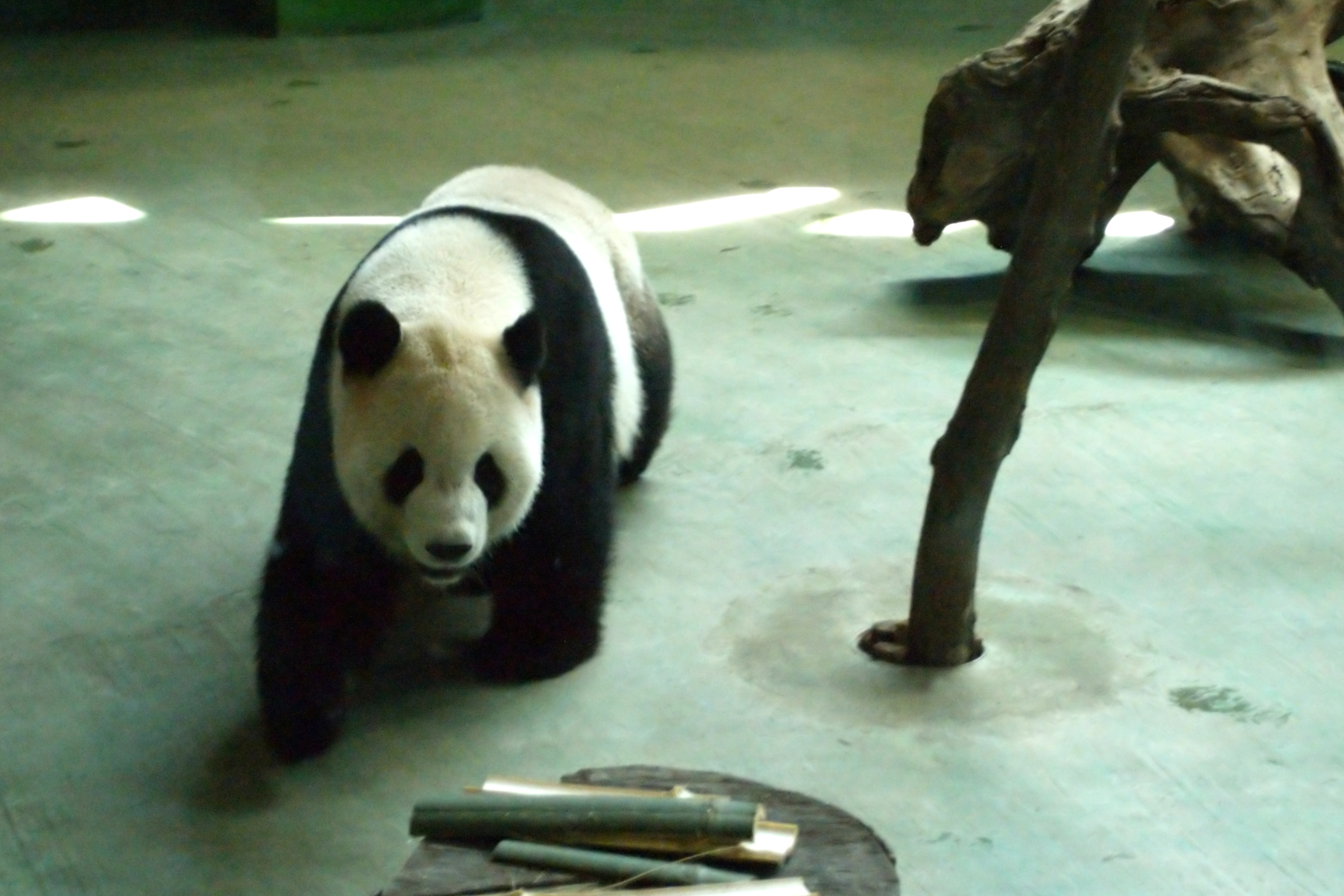
台北動物園のジャイアントパンダ

この申し出に台湾の世論は好反応を示したが、台湾独立を掲げ、両岸統一反対を堅守する民主進歩党政権はこれに反発した。民進党にとってこのパンダの贈り物は、中国共産党が中華民国を統一戦線へと引き込むための試みと映ったのである。台湾のいくつかの動物園はパンダの受け入れに名乗りを上げたものの、中華民国政府は、台湾の気候とパンダ飼育の専門知識を持ち合わせていないことを建前上の理由に、パンダの受け入れに反対した。この声明は、民進党政府の政治的思惑による、共産党政府から距離を置かんがための口実として受け止められた。これに加え、技術的な問題点として、ワシントン条約（CITES）との兼ね合いをめぐる論争があった。1998年、中華人民共和国は中華民国に対して休戦中の見返りとして2頭のジャイアントパンダの「贈呈」を打診した。共産党政府は、中国本土から台湾へのパンダの移動は国内輸送であり、ワシントン条約の適用外である主張したが、中華民国側はこれに異議を唱え、ワシントン条約の手続き無しにはパンダを受け入れられないとした。2006年3月11日、中華民国は公式にこの申し出を辞退した。陳水扁総統（当時）は、自身のメールマガジンである『阿扁總統電子報』において「阿扁は北京の指導者たちに、ジャイアントパンダを自然の生息地に置いておくことを心から求めている。なぜなら、檻の中で育てられたり、贈り物として与えられたパンダは幸せになれないからだ」と述べた一方、「ワシントン条約に照らして，無料、無条件でパンダを受け入れることは、台湾が中国の一部であることを認めることに他ならない」との見解も示した。
2008年7月に起きた政権交代ののち、政権与党となった国民党は、4歳となったジャイアントパンダ2頭を贈り物として中華人民共和国から受け入れることを表明した。同年12月、中華民国政府はパンダ2頭を「漢方薬の種」の名目で受け入れた。同月にトゥアントゥアンとユアンユアンは台北動物園に到着した。
この移送を受けてワシントン条約事務局は、パンダ2頭の譲渡は「内部または国内取引」の問題であり、常設委員会に報告する必要はないと述べた。中華民国はすぐさまワシントン条約事務局の声明に対する反論を発表し、国と国との間の転送プロトコルが尊重されていることを主張した。中華民国政府はまた、国内での譲渡であれば、このような手続きは必要なかったとしている。当局はさらに、台湾はワシントン条約の加盟国ではないため、パンダ2頭の受け入れを常設委員会に報告する義務はないとも述べた。

## 外交贈呈品となったその他の動物
国際外交の場において、外交・政治的な贈り物となった動物はジャイアントパンダ以外にも存在する。例として、2008年北京オリンピックを控え、中国共産党から香港政府へと5匹のカラチョウザメが贈られた。
2009年にセーシェル諸島政府は、2010年の上海国際博覧会にアルダブラゾウガメを2頭贈ることを発表した。これは、中華人民共和国建国60周年を記念したものであり、また、中国がセーシェル諸島に対して万博参加費用を援助したことへの感謝の意を表すためでもあった。この2匹の亀は、上海動物園で飼育される予定。
モンゴル政府は、同国を訪問した要人・高官に馬を贈る慣行がある。実際に贈られた人物（役職は当時のもの）のなかには、韓国の朴槿恵大統領、 インドのモハンマド・ハミド・アンサリ副大統領、 ナレンドラ・モディ首相、米国国防長官のチャック・ヘーゲルがいる。また、2019年には、ハルトマーギーン・バトトルガ大統領から、ドナルド・トランプ大統領の末息子であるバロン・トランプに馬が贈られた。ドナルド・トランプはその馬を「ヴィクトリー」と名付けた。 
フィリピン政府はシンガポールとの関係を強化するための取り組みとして、2019年からシンガポールにフィリピンワシのつがいを10年間貸し出すことを決めた。フィリピン政府にとってこの決定は、鳥類感染症が発生してフィリピンの固有種が絶滅した場合に備え、絶滅危惧種の個体数を守るための「保険」でもあった 。
インドはナミビア産のチーターの亜種のAcinonyx jubatus jubatusを、近絶滅種であり同国では絶滅したとされるアジアチーターの代用として野生導入する試み（英語版）を国内外での賛否があるにも関わらず2022年から開始しており、一部では「チーター外交」と呼ばれている。インドはこの他にも、スリランカに対してスリランカでは17世紀に絶滅したガウルを寄贈する計画を進めており、これも動物を使用した外交の一種または類似した動きと認識されている。
カザフスタンは近絶滅種とされる程までに個体数を減らしたサイガの保護で特筆すべき成果を出しており、2025年にはカシムジョマルト・トカエフ大統領がサイガを中国に再導入するプロジェクトのために1,500頭を寄贈すると発表したことで、中国共産党総書記の習近平も謝辞を述べている。カザフスタンは中国によるパンダ外交を参考にして、2023年にフランス大統領のエマニュエル・マクロンにタズィの子犬を2匹寄贈しており、この時は「タズィ外交」と呼ばれたため、今回のサイガの贈呈も「サイガ外交」と称される場合がある。